# Seishun no satetsu
Pour plus de détails, voir Fiche technique et Distribution.
Seishun no satetsu (青春の蹉跌) est un film japonais réalisé par Tatsumi Kumashiro, sorti en 1974, inspiré du roman de Tatsuzō Ishikawa.

## Synopsis
Eto, étudiant en droit, participe activement à l'équipe de football américain de son université. Pour se faire de l'argent de poche, il donne des cours à une élève avec qui il va débuter une relation sentimentale.

## Fiche technique
- Titre : Seishun no satetsu
- Titre original : 青春の蹉跌
- Titre anglais : Bitterness of Youth
- Réalisation : Tatsumi Kumashiro
- Assistant réalisateur : Kazuhiko Hasegawa
- Scénario : Kazuhiko Hasegawa, adapté du roman de Tatsuzō Ishikawa
- Directeur de la photographie : Shinsaku Himeda (de)
- Musique originale : Takayuki Inoue
- Montage : Sachiko Yamaji
- Décors : Shigekazu Ikuno (ja)
- Producteur : Osamu Tanaka (ja)
- Société de production : Tōhō
- Pays d'origine :  Japon
- Langue originale : japonais
- Format : couleur - 2,35:1 - 35 mm - son mono[1]
- Genre : drame
- Durée : 85 minutes[2]
- Date de sortie :
  - Japon : 29 juin 1974[2]

## Distribution
- Ken'ichi Hagiwara : Ken'ichiro Eto
- Kaori Momoi : Tomiko Ohashi
- Fumi Dan : Yasuko Tanaka
- Michiko Araki (ja) : Etsuko, la mère de Ken'ichiro
- Miyoko Akaza (ja) : Kyoko Hokujo
- Masaya Takahashi (ja) : Eisuke Tanaka
- Sachiko Kōzuki (ja) : Kimiko Tanaka
- Meika Seri (ja) : la fille qui demande de l'argent dans la rue

## Autour du film
- Il s'agit du premier film hors studio Nikkatsu de son réalisateur et ce n'est pas non plus un roman porno. Tatsumi Kumashiro travailla avec l'équipe du studio Tōhō, mais la photographie fut confiée à Shinsaku Himeda de la Nikkatsu. Le film diffère du roman de Tatsuzō Ishikawa. Il est dit que l'écrivain aurait quitté furieux l'auditorium lors de la projection car le personnage d'Eto ressemblerait trop aux caractéristiques physiques de Kumashiro. Ken'ichi Hagiwara, qui commença sa carrière comme chanteur, joue le rôle principal dans ce film et jouera plus tard dans d'autres films non roman-porno de Kumashiro[3].
- La chanson que se chante à lui-même Ken'ichiro, est une vieille chanson de pêcheur de la préfecture de Miyagi, se nommant Saitarobushi (bien que beaucoup de personnes ne se rappellent pas le titre exact et la nomment Matsushima comme Ken'ichiro dans le film[4].